# Лісове (Ніжинський район)
Лі́сове — село в Україні, у Вертіївській сільській громаді Ніжинського району Чернігівської області. Населення становить 154 осіб.  

## Історія
Станом на 1869 рік на місці села - хутори  Блажевича і Комашинського та ще 2 без назви. 1901 року у х. Блажевича проживало 10 осіб, Комашинського - 37. 
1924 року - х.Комашинський (14 дв.,62 ос.) Заньківської сільради Веркіївського району Ніжинської округи Чернігівської губернії.
На карті РСЧА 1941 року - хутори Комашинські.
12 червня 2020 року, відповідно до розпорядження Кабінету Міністрів України № 730-р «Про визначення адміністративних центрів та затвердження територій територіальних громад Чернігівської області», увійшло до складу Вертіївської сільської громади.
19 липня 2020 року, в результаті адміністративно-територіальної реформи, увійшло до складу новоутвореного Ніжинського району.

## Населення

### Мова
Розподіл населення за рідною мовою за даними перепису 2001 року:
| Мова       | Кількість | Відсоток |
| ---------- | --------- | -------- |
| українська | 154       | 100%     |

## Галерея

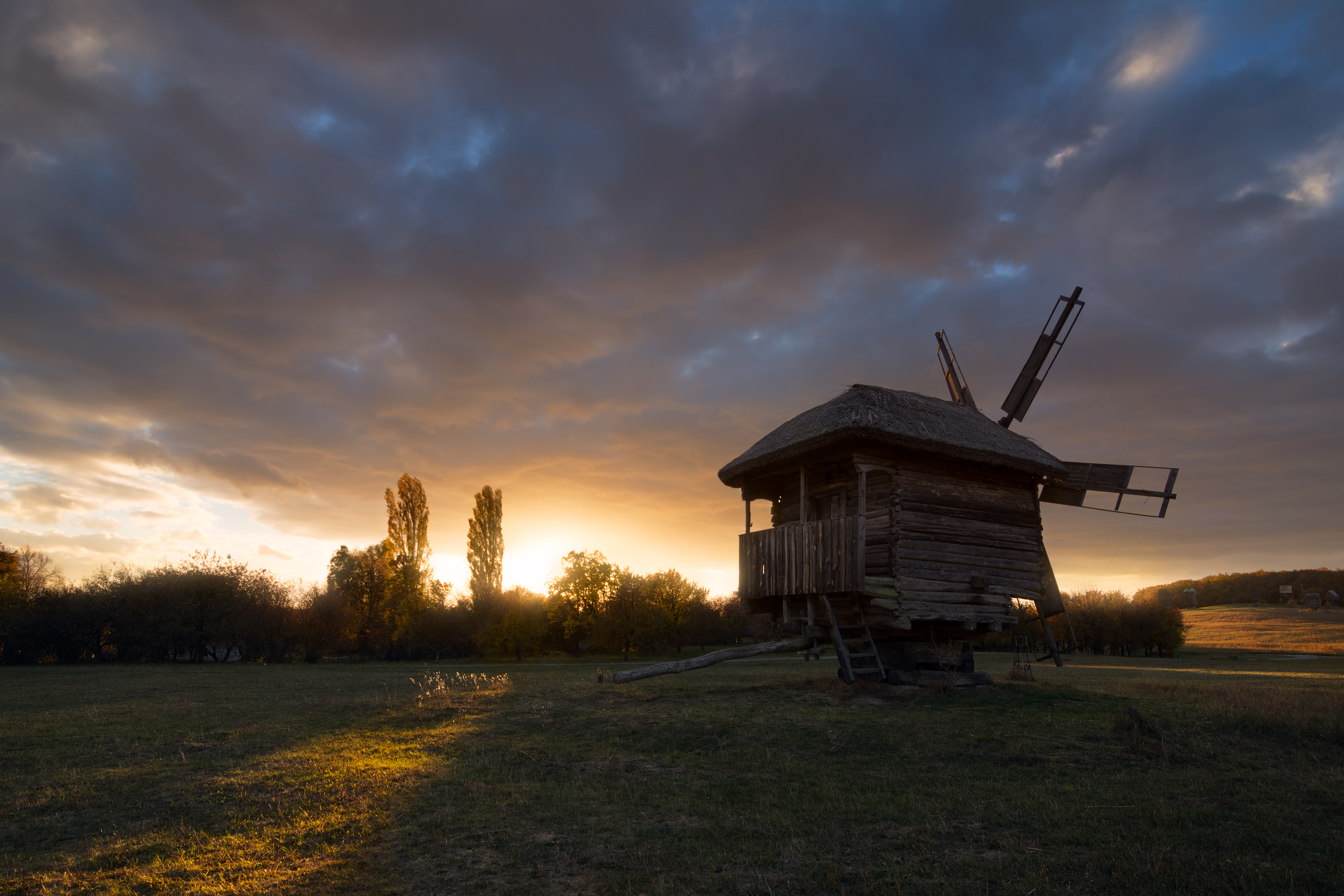
Вітряк із села Лісове. Національний музей народної архітектури та побуту України «Музей просто неба в Пирогові».